# Tiocfaidh ár lá
Tiocfaidh ár lá (Irsk udtale: [ˈtʲʊki aːɾˠ ˈl̪ˠaː]) er en irsk sætning, der kan oversættes til "vores dag vil komme". Det er et slogan for irsk republikanisme. "Vores dag" er den dag hvor irske nationalister håber på at man opnår et forenet Irland. Sloganet opstod i 1970'erne under the Troubles i Nordirland og er blevet tilskrevet enten Bobby Sands eller Gerry Adams. Det har været anvendt af repræsentanter for Sinn Féin, er blevet skrevet som graffiti og politiske vægmalerier og er blevet råbt af IRA-anklagede, der er blevet dømt i britiske irske retssale, og af deres støtter blandt tilhørerne. Filosoffen Timothy Shanahan har bemærket at sloganet "indfanger [en] selvsikker følelse af historisk skæbne". Derek Lundy har bemærket "Dets betydning er flertydig. Det lover en ny dag for et indtil-nu undertrykt fællesskab, men det antyder også hævn og gengældelse."